# Phillipp Mwene
Phillipp Mwene (* 29. Jänner 1994 in Wien) ist ein österreichisch-kenianischer Fußballspieler und wird bevorzugt auf der Position des Außenverteidigers eingesetzt. Er steht seit Sommer 2023 beim 1. FSV Mainz 05 unter Vertrag und ist österreichischer Nationalspieler.

## Karriere

### Vereine
Phillipp Mwene wuchs in seiner Geburtsstadt Wien auf und spielte in der Jugend beim FK Austria Wien. 2010 wechselte er von der Austria in das Nachwuchsleistungszentrum des deutschen Traditionsvereines VfB Stuttgart. Nachdem er bereits in der U-17- und U-19-Mannschaft eingesetzt worden war, gab er am 20. April 2013 noch als A-Jugendlicher für die zweite Mannschaft des VfB am 34. Spieltag der Saison 2012/13 in der 3. Fußball-Liga gegen Wacker Burghausen sein Profidebüt. Am 26. Juni 2013 unterzeichnete Mwene einen bis Juni 2016 datierten Lizenzspielervertrag beim VfB Stuttgart. In den folgenden Spielzeiten wurde er weiterhin in der zweiten Mannschaft eingesetzt und schaffte es in der Saison 2015/16, sich als Stammspieler auf der Position des Außenverteidigers durchzusetzen. Am Ende der Spielzeit, in der Mwene wahlweise als Rechts- oder Linksverteidiger zum Einsatz gekommen war, stand für den VfB II der Abstieg in die Regionalliga Südwest fest, weswegen er den Verein verließ.
Zur Saison 2016/17 wechselte Phillipp Mwene ablösefrei zum Zweitligisten 1. FC Kaiserslautern, bei dem er einen Dreijahresvertrag unterschrieb. Er bestritt im Verlauf der Saison alle 35 Pflichtspiele über die volle Spieldauer. Seinen ersten Zweitligatreffer erzielte er am 21. Februar 2018 im Nachholspiel gegen den SV Darmstadt 98, als er in der 61. Spielminute zum 2:0 traf. Am letzten Spieltag der Saison erzielte er beim 3:1-Auswärtssieg gegen den FC Ingolstadt zwei Tore und legte den dritten Treffer auf.
Nach dem Abstieg des FCK schloss Mwene sich im Mai 2018 ablösefrei für drei Jahre dem 1. FSV Mainz 05 an. Erst in der Rückrunde der Saison 2020/21 kam er regelmäßig als Außenverteidiger in der Bundesliga zum Einsatz. Insgesamt absolvierte er 30 Bundesligaspiele für die Mainzer, in denen er einen Treffer erzielte. Ein neues Vertragsangebot des Vereins lehnte er im Mai 2021 ab.
Daraufhin wechselte er zur Saison 2021/22 in die Niederlande zur PSV Eindhoven, bei der er einen bis Juni 2024 laufenden Vertrag erhielt. In zwei Jahren bei PSV kam er zu 73 Pflichtspieleinsätzen, von denen er 44 in der Eredivisie machte. Mit Eindhoven wurde er zweimal Cup- und dreimal Supercupsieger.
Im August 2023 kehrte Mwene wieder nach Mainz zurück, wo er einen bis 2026 laufenden Vertrag erhielt. Sein Comeback für Mainz 05 gab er am 2. Spieltag der Saison 2023/24 gegen Eintracht Frankfurt. Nachdem er im September und Oktober wegen einer Knieverletzung ausfiel, erarbeitete sich Mwene anschließend für den Rest der Saison einen Stammplatz.

### Nationalmannschaft
Mwene durchlief von der U-16 bis zur U-21 sämtliche österreichische Jugendnationalteams. Ohne zuvor je für das A-Team nominiert worden zu sein, wurde er im Mai 2021 in den vorläufigen Kader Österreichs für die EM berufen. In den endgültigen Kader schaffte er es allerdings nicht. Im September 2021 debütierte er schließlich in der WM-Qualifikation gegen Israel im A-Nationalteam.
Im Mai 2024 wurde er wiederum in den vorläufigen Kader Österreichs für die EM 2024 berufen und schaffte es schlussendlich auch in den endgültigen Kader.

## Erfolge
- Niederländischer Pokalsieger: 2022, 2023
- Niederländischer Supercup: 2021, 2022, 2023